# نيوويلز (ميزوري)
نيوويلز (بالإنجليزية: New Wells)‏ هي إحدى المجتمعات الفردية (غير مصنفة) في ولاية ميزوري في الولايات المتحدة الأمريكية.